# هارتلا
هارْتُلا (به فنلاندی: Hartola) یک منطقهٔ مسکونی در فنلاند است که در پی‌ینه تاواستیا واقع شده‌است.